# Skrzydlak

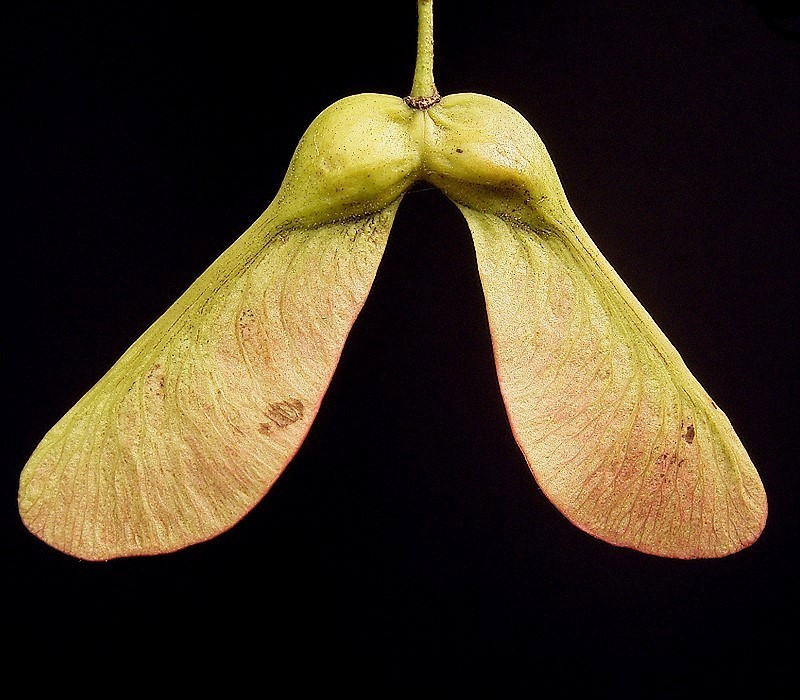
Podwójne skrzydlaki dynamiczne klonu jawora

Skrzydlak (samara) – owoc suchy i niepękający (typu orzech lub niełupka), o owocni zaopatrzonej w skrzydlaste wyrostki ułatwiające rozsiewanie. Skrzydlaki należą do diaspor zwanych meteochorami lub też lotnikami i szybownikami tj. takich organów rozprzestrzeniania, które zaopatrzone są w urządzenia zwalniające opadanie w powietrzu i pozwalające na pokonywanie w powietrzu znacznych odległości. Cechą wyróżniającą skrzydlaki od innych meteochorów jest cienki, zwykle błoniasty wyrostek w formie skrzydełka lub skrzydełek. 
Wyróżnia się dwa rodzaje skrzydlaków – szybujące i dynamiczne – różniące się budową skrzydełka i sposobem lotu. W pierwszym przypadku urządzenia lotne umieszczone są symetryczne, a nasiono zajmuje pozycję środkową. Przykładami takich skrzydlaków są owoce wiązów, olszy, brzóz i parczeliny. Skrzydlaki dynamiczne mają środek ciężkości położony niesymetrycznie, dzięki czemu spadając wpadają w ruch wirowy, co pozwala na przemieszczanie się w powietrzu na większe odległości. Dodatkowym przystosowaniem zwiększającym prawdopodobieństwo dalekiego rozsiania skrzydlaków bywa ich silne przytwierdzenie do rośliny macierzystej tak, że tylko podczas silnych wiatrów mogą być oderwane (tak jest u jesiona). Dynamiczne skrzydlaki wykształcają m.in. sosny, klony. Wieloskrzydełkowe owoce wytwarzają też rośliny zielne, np. szczawie.  
Dzięki skrzydlastym wyrostkom owoce np. jawora mogą pokonać 5 km, a sosny 2 km.